# Podargus
A Podargus a madarak osztályának lappantyúalakúak (Caprimulgiformes) rendjébe és a bagolyfecskefélék (Podargidae) családjába tartozó nem.
Ausztráliában és Új-Guinea területén honosak.

## Rendszerezés
A nembe az alábbi 3 faj tartozik:
- bagolyfecske (Podargus strigoides)
- óriás-bagolyfecske (Podargus papuensis)
- márványos bagolyfecske (Podargus ocellatus)

## Külső hivatkozások
- ITIS szerint a Bagolyalakúakhoz tartozik a Podargidae családba